# 椭圆叶旌节花
椭圆叶旌节花（学名：Stachyurus callosus）为旌节花科旌节花属下的一个种。